# Batti e ribatti
Batti e ribatti è stato un programma televisivo italiano di genere rotocalco, in onda su Rai 1 dal 15 marzo 2004 al 30 dicembre 2005, dal lunedì al venerdì, nella fascia dell'access prime time, immediatamente dopo l'edizione delle 20 del TG1. Ha preso il posto in palinsesto, sia come orario di trasmissione sia come genere, de Il Fatto di Enzo Biagi, chiuso non senza polemiche nel 2002.
La trasmissione andava in onda prima del game show Affari tuoi ed era originariamente condotta da Pierluigi Battista, infatti il titolo è un gioco di parole con il cognome del giornalista. Successivamente la conduzione è stata affidata ad Oscar Giannino e, infine, a Riccardo Berti.
Ad inizio 2006 la trasmissione venne chiusa e sostituita da Dopo TG1.